# 油川站

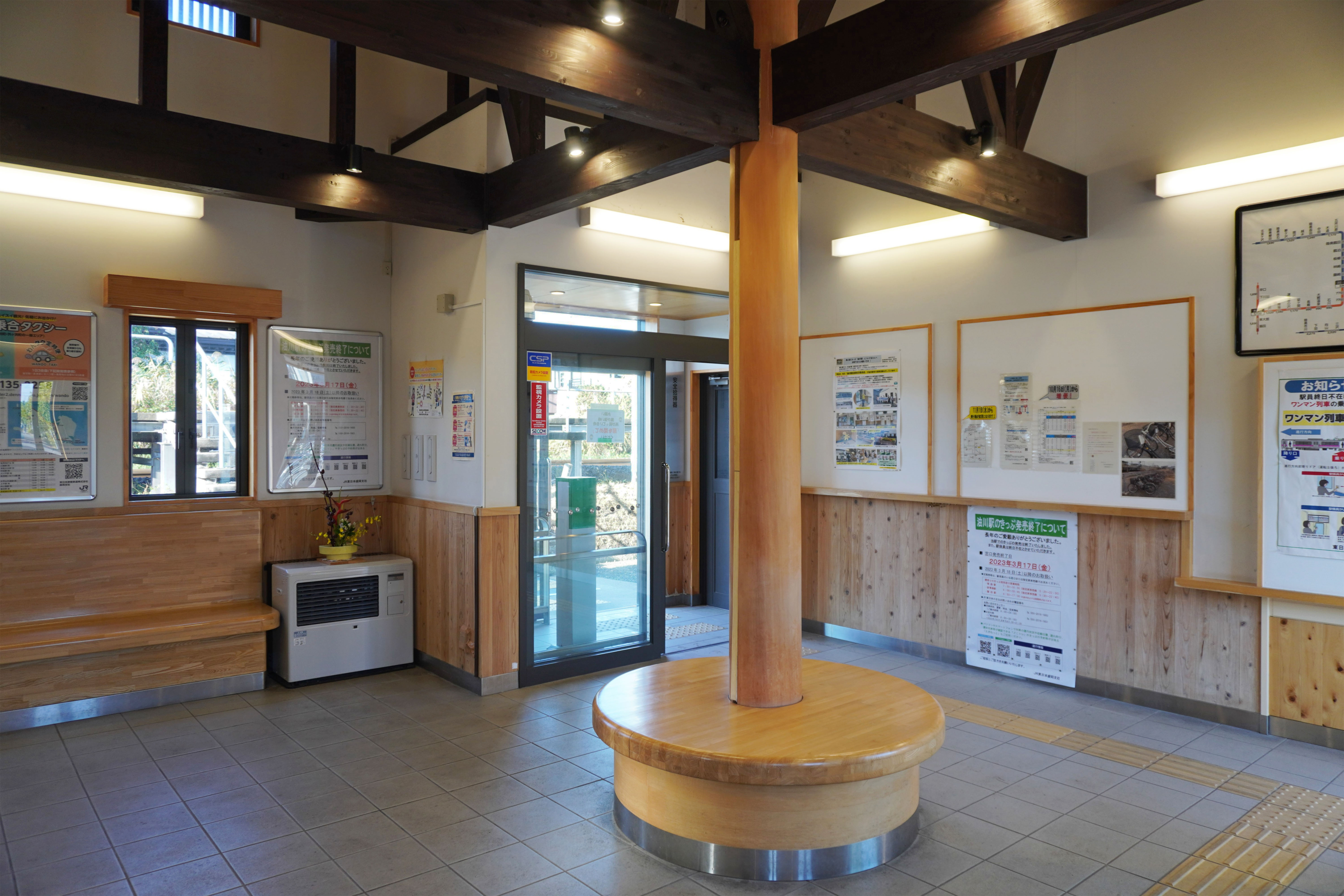
車站內部（2023年10月）

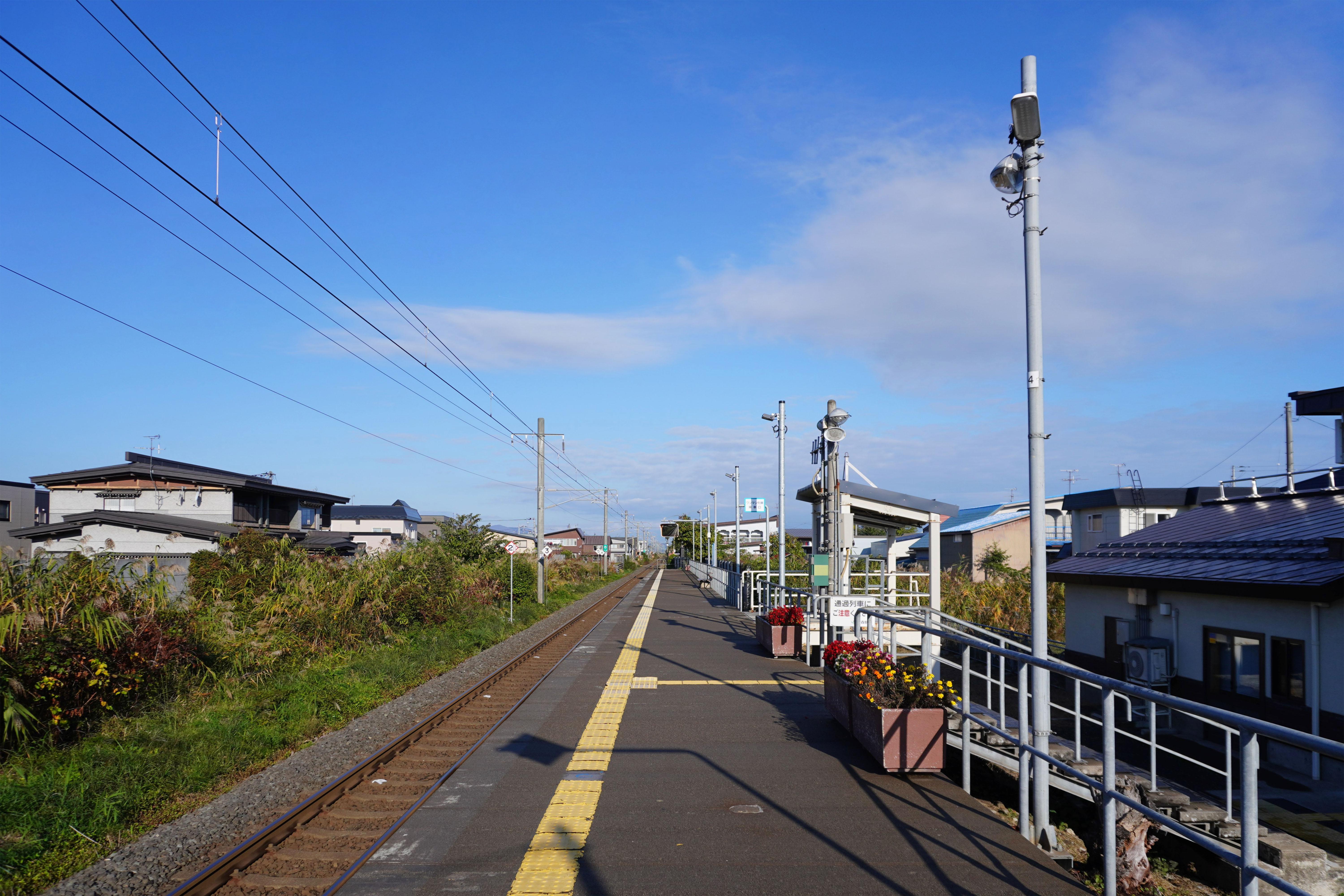
月台（2023年10月）

油川站 （日语：／ Aburakawa eki */?）是一由東日本旅客鐵道（JR東日本）所管理的鐵路車站，位於日本青森縣青森市。平日只提供九班普通列車服務，包括一班直通三廐站的班次。
除青森車站，本站是津輕線內唯一仍有站員駐守的車站，每個月有數天會從青森車站派員前往值班。但售票工作已交由JR東日本的子公司JR東日本東北綜合服務負責。

## 車站結構

### 站房
現時站房為重新改裝過。

### 月台配置
設有側式月台一座，由於過往曾是快速「海峽」的停車站，因此月台有效長度達7輛。列車靠站時，下行往蟹田為右側上落，上行往青森為為左側上落。
由於月台和站舍有高度上的差異，因此剪票口與月台出入口間有樓梯連接。
| 路線    | 方向 | 前往           |
| ------- | ---- | -------------- |
| ■津輕線 | 上行 | 青森方向       |
| ■津輕線 | 下行 | 蟹田、三廐方向 |

## 歷史
- 1951年12月5日：做為日本國有鐵道的車站開始營業[1]。
- 1958年10月21日：廢除小量貨物以外的貨物收發業務。
- 1970年7月1日：完全廢除貨物收發業務。
- 1971年4月1日：改為業務委託站，由日本交通觀光社[註 1]派員處理售票業務。
- 1987年4月1日：國鐵分割民營化，成為東日本旅客鐵道管轄的車站。
- 1988年4月1日：解除業務委託，改為直營站。
- 1990年：導入自動售票機。
- 2003年10月1日：再度改為業務委託站，由Jaster（ジャスター）派員處理售票業務。
- 2015年7月1日：因Jaster併入JR東日本東北綜合服務，改委託JR東日本東北綜合服務。
- 2017年6月6日：車站站房翻新工程完工啟用[2][3]。

## 利用狀況
| 乗車人員推算 | 乗車人員推算    |
| 年度         | 1日平均乗車人數 |
| ------------ | --------------- |
| 2000         | 550             |
| 2001         | 520             |
| 2002         | 477             |
| 2003         | 426             |
| 2004         | 411             |
| 2005         | 462             |
| 2006         | 447             |
| 2007         | 430             |
| 2008         | 392             |
| 2009         | 379             |
| 2010         | 411             |
| 2011         | 439             |
| 2012         | 434             |
| 2013         | 458             |
| 2014         | 432             |
| 2015         | 423             |
| 2016         | 405             |
| 2017         | 396             |
| 2018         | 412             |
| 2019         | 397             |
| 2020         | 353             |
| 2021         | 328             |

## 相鄰車站
東日本旅客鐵道
■津輕線
青森－（新油川信號場）－油川－津輕宮田

## 註解
1. ↑  日本交通觀光社為JR巴士關東的子公司「JR BUS TECH」之前身。

## 外部連結
- 油川站（JR東日本） （页面存档备份，存于）（日語）